# Luigi Boncompagni Ludovisi
Luigi Maria Giuseppe Antonio Guglielmo Baldassarre Cornelio Boncompagni Ludovisi, dei principi di Piombino, Nobile romano, di Orvieto, di Rieti, di Jesi, Patrizio napoletano, veneto, genovese, di Ravenna, di Bologna, di Pisa (Roma, 21 giugno 1857 – Roma, 22 luglio 1928), è stato un imprenditore e politico italiano.

## Biografia
Laureato in ingegneria alla Ėcone des Mines di Lovanio, in Belgio, ha dedicato il grosso delle sue attività al miglioramento delle grandi tenute di famiglia, investendo grandi capitali nella bonifica di quelle ancora inutilizzate. È stato uno dei fondatori dell'istituto di credito fondiario di Roma, di cui è stato anche vice-presidente e presidente, due volte consigliere comunale, membro della Commissione centrale di vigilanza per il bonificamento dell'Agro romano e la colonizzazione dei beni demaniali del Regno, presidente dell'Opera nazionale orfani di guerra, socio e presidente delle Conferenze di San Vincenzo de' Paoli, presidente del Comizio agrario di Foligno.

## Ascendenza
|                                                            |                                             |                                                | Genitori                                                            |  |  | Nonni |  |  | Bisnonni                                              |  |  | Trisnonni                                               |  |
|                                                            |                                             |                                                |                                                                     |  |  |       |  |  | Luigi I Boncompagni Ludovisi, VI principe di Piombino |  |  | Antonio II Boncompagni Ludovisi, V principe di Piombino |  |
|                                                            |                                             |                                                |                                                                     |  |  |       |  |  | Luigi I Boncompagni Ludovisi, VI principe di Piombino |  |  | Antonio II Boncompagni Ludovisi, V principe di Piombino |  |
|                                                            |                                             | Vittoria Sforza Cesarini                       |                                                                     |  |  |       |  |  | Luigi I Boncompagni Ludovisi, VI principe di Piombino |  |  |                                                         |  |
| Antonio III Boncompagni Ludovisi, VII principe di Piombino |                                             |                                                |                                                                     |  |  |       |  |  | Luigi I Boncompagni Ludovisi, VI principe di Piombino |  |  |                                                         |  |
|                                                            |                                             | Maddalena Odescalchi                           | Baldassarre Odescalchi, III principe Odescalchi                     |  |  |       |  |  |                                                       |  |  |                                                         |  |
|                                                            |                                             | Maddalena Odescalchi                           | Baldassarre Odescalchi, III principe Odescalchi                     |  |  |       |  |  |                                                       |  |  |                                                         |  |
|                                                            |                                             | Maddalena Odescalchi                           | Caterina Valeria Giustiniani                                        |  |  |       |  |  |                                                       |  |  |                                                         |  |
| Rodolfo Boncompagni Ludovisi                               |                                             | Maddalena Odescalchi                           |                                                                     |  |  |       |  |  |                                                       |  |  |                                                         |  |
|                                                            |                                             | Francesco Massimo, I duca di Rignano           | Angelo Tiberio Massimo, marchese di Ortona e Carreto                |  |  |       |  |  |                                                       |  |  |                                                         |  |
|                                                            |                                             | Francesco Massimo, I duca di Rignano           | Angelo Tiberio Massimo, marchese di Ortona e Carreto                |  |  |       |  |  |                                                       |  |  |                                                         |  |
|                                                            |                                             | Francesco Massimo, I duca di Rignano           | Caterina Negroni                                                    |  |  |       |  |  |                                                       |  |  |                                                         |  |
| Guglielmina Massimo di Rignano                             |                                             | Francesco Massimo, I duca di Rignano           |                                                                     |  |  |       |  |  |                                                       |  |  |                                                         |  |
|                                                            |                                             | Carolina Lante Montefeltro della Rovere        | Vincenzo Lante Montefeltro della Rovere, VI duca di Bomarzo         |  |  |       |  |  |                                                       |  |  |                                                         |  |
|                                                            |                                             | Carolina Lante Montefeltro della Rovere        | Vincenzo Lante Montefeltro della Rovere, VI duca di Bomarzo         |  |  |       |  |  |                                                       |  |  |                                                         |  |
|                                                            |                                             | Carolina Lante Montefeltro della Rovere        | Angela Vaini                                                        |  |  |       |  |  |                                                       |  |  |                                                         |  |
| Luigi Boncompagni Ludovisi                                 |                                             | Carolina Lante Montefeltro della Rovere        |                                                                     |  |  |       |  |  |                                                       |  |  |                                                         |  |
|                                                            | Francesco Borghese, VII principe di Sulmona | Marcantonio IV Borghese, V principe di Sulmona |                                                                     |  |  |       |  |  |                                                       |  |  |                                                         |  |
|                                                            | Francesco Borghese, VII principe di Sulmona | Marcantonio IV Borghese, V principe di Sulmona |                                                                     |  |  |       |  |  |                                                       |  |  |                                                         |  |
|                                                            | Francesco Borghese, VII principe di Sulmona | Anna Maria Salviati, duchessa di Giuliano      |                                                                     |  |  |       |  |  |                                                       |  |  |                                                         |  |
| Marcantonio V Borghese, VIII principe di Sulmona           | Francesco Borghese, VII principe di Sulmona |                                                |                                                                     |  |  |       |  |  |                                                       |  |  |                                                         |  |
|                                                            |                                             | Adèle de La Rochefoucauld                      | Alexandre-François de La Rochefoucauld, I conte de La Rochefoucauld |  |  |       |  |  |                                                       |  |  |                                                         |  |
|                                                            |                                             | Adèle de La Rochefoucauld                      | Alexandre-François de La Rochefoucauld, I conte de La Rochefoucauld |  |  |       |  |  |                                                       |  |  |                                                         |  |
|                                                            |                                             | Adèle de La Rochefoucauld                      | Adélaïde Pyvart de Chastullé                                        |  |  |       |  |  |                                                       |  |  |                                                         |  |
| Agnese Borghese                                            |                                             | Adèle de La Rochefoucauld                      |                                                                     |  |  |       |  |  |                                                       |  |  |                                                         |  |
|                                                            |                                             | John Talbot, XVI conte di Shrewsbury           | John Joseph Talbot                                                  |  |  |       |  |  |                                                       |  |  |                                                         |  |
|                                                            |                                             | John Talbot, XVI conte di Shrewsbury           | John Joseph Talbot                                                  |  |  |       |  |  |                                                       |  |  |                                                         |  |
|                                                            |                                             | John Talbot, XVI conte di Shrewsbury           | Catherine Clifton                                                   |  |  |       |  |  |                                                       |  |  |                                                         |  |
| Gwendoline Catherine Talbot                                |                                             | John Talbot, XVI conte di Shrewsbury           |                                                                     |  |  |       |  |  |                                                       |  |  |                                                         |  |
|                                                            |                                             | Maria Theresa Talbot                           | William Talbot                                                      |  |  |       |  |  |                                                       |  |  |                                                         |  |
|                                                            |                                             | Maria Theresa Talbot                           | William Talbot                                                      |  |  |       |  |  |                                                       |  |  |                                                         |  |
|                                                            |                                             | Maria Theresa Talbot                           | Mary Toole                                                          |  |  |       |  |  |                                                       |  |  |                                                         |  |
|                                                            |                                             | Maria Theresa Talbot                           |                                                                     |  |  |       |  |  |                                                       |  |  |                                                         |  |